# NGC 2738
NGC 2738 is een spiraalvormig sterrenstelsel in het sterrenbeeld Kreeft. Het hemelobject werd op 23 februari 1863 ontdekt door de Duits-Deense astronoom Heinrich Louis d'Arrest.

## Synoniemen
- UGC 4752
- MCG 4-22-6
- ZWG 121.10
- VV 481
- IRAS09011+2210
- PGC 25454